# Comuna Stremîhorod, Korosten
Stremîhorod (în ucraineană Стремигородська сільська рада) este o comună în raionul Korosten, regiunea Jîtomîr, Ucraina, formată din satele Bolearka, Dibrova, Maidanivka și Stremîhorod (reședința).

## Demografie
Componența lingvistică a comunei Stremîhorod
     Ucraineană (98,56%)
     Rusă (1,22%)
Conform recensământului din 2001, majoritatea populației comunei Stremîhorod era vorbitoare de ucraineană (98,56%), existând în minoritate și vorbitori de rusă (1,22%).